# Slobodan Dimitrijević
Slobodan Dimitrijević (* 20. April 1941 in Niš, Königreich Jugoslawien; † 4. Dezember 1999 in Zagreb, Kroatien) war ein jugoslawischer Schauspieler.

## Leben
Dimitrijević wuchs in Jugoslawien auf. Seine Karriere begann mit einer Nebenrolle als Rollender Donner in dem ersten erfolgreichen Karl-May-Film der 1960er Jahre, dem Der Schatz im Silbersee, weitere Auftritte in Karl-May-Filmen folgten. Anschließend spielte er eine der Hauptrollen in Mordnacht in Manhattan, dem zweiten Film der Jerry Cotton Serie, unter dem Pseudonym Daniel Dimitri. 1966 folgte eine Rolle im Film Wie tötet man eine Dame?, auch bekannt als Das Geheimnis der gelben Mönche, in dem er mehrere Schauspielkollegen aus den Karl-May-Filmen wieder traf, unter anderem Karin Dor und Stewart Granger. Ein Jahr später spielte Dimitrijević im 5. Teil der Jerry Cotton Serie (dem ersten in Farbe). In den 1970er und 1980er Jahren wirkte er in zahlreichen jugoslawischen Fernseh- und Kinoproduktionen mit, seltener in Internationalen. Eine letzte nennenswerte Nebenrolle spielte er zwei Jahre vor seinem Tod, im US-amerikanischen Film Projekt: Peacemaker, neben George Clooney und Nicole Kidman.

## Filmografie (Auswahl)
- 1962: Der Schatz im Silbersee
- 1965: Winnetou 3. Teil
- 1965: Der Ölprinz
- 1965: Mordnacht in Manhattan
- 1965: Duell vor Sonnenuntergang
- 1966: Wie tötet man eine Dame?
- 1967: Der Mörderclub von Brooklyn
- 1968: Weiße Wölfe
- 1976: Sturmtrupp in die Hölle (Vrhovi zelengore)
- 1985: Jenseits der Morgenröte (Fernseh-Mehrteiler)
- 1997: Projekt: Peacemaker